# نجم زائف وهاج
نجم زائف وهاج أو جرم وهاج في علم الفلك (بالإنجليزية: Blazar) هو نجم زائف يعتقد أنه ينتمي إلى ثقب أسود وموجودان في نواة مجرة إهليجية هائلة نشطة. وتعتبر النجوم الزائفة الوهاجة من أشد الأجرام السماوية إصدارًا للطاقة والأشعة في الكون، وتشكل مجالا هاما في الدراسة الفلكية للاجرام خارج مجرة درب التبانة.

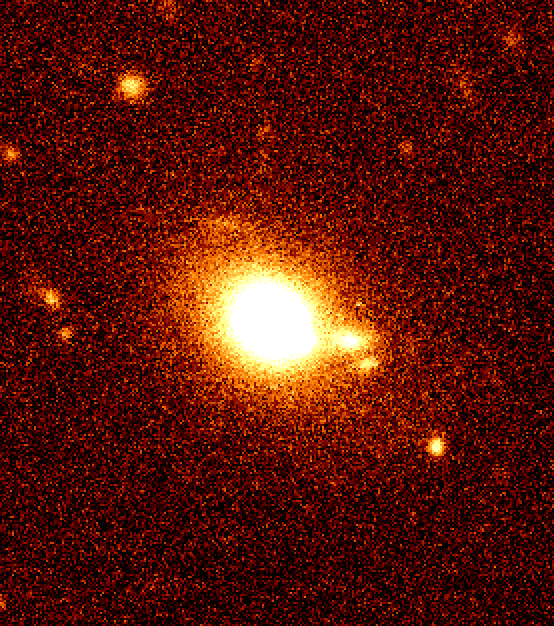
جرم BL العظاءة H 0323+022 التقطه مقراب التقانة الجديدة باستخدام المرشِّح الأحمر (R).

تأتي تلك التسمية عن الإنجليزية blazing quasi-stellar object. وهي تشكل أعضاء من مجموعة أكبر من الأجرام السماوية النشطة التي تسمى نواة مجرة نشطة، كما توجد مجموعة أخرى من الأجرام المشابهة ويسمى كل منها نجم زائف وهاج متوسط intermediate blazar. أطلقت تلك التسمية عام 1978 وتعود في تسميتها إلى العالم الفلكي إوارد شبيجل.
يصنف بعض العلماء النجوم الزائفة الوهاجة إلى ثلاثة فئات من الظواهر الكونية: مجرات راديوية، ومجرات زايفرت وهي نوع من المجرات معروفة باسم مكتشفهم، والنجوم الزائفة. وهم جميعهم من الأجرام التي توجد في [بمجرة مجرات تتسم بنشاطها البالغ، حيث يصدر من نواة تلك المجرات نحو 50 % من الإشعاع الذي تنتجه الواحدة بأكملها. والتصور الغالب على العلماء هو أن الطاقة الصادرة من مادة القرص ناتج عن ثقب أسود عظيم الكتلة يوجد في مركز المجرة. يتقلص القرص وتنجذب مادة منه إلى الثقب الأسود وتتم عمليات معقدة لإطلاق طاقة إشعاعية. وينطلق نفاث من الأشعة والجسيمات عموديا على مستوي دوران القرص المادي. وتختلف شدة إشعاع النجوم الزائفة الوهاجة عن إصدارات النجوم الزائفة في كونها أشد وتتغير خلال ساعات أو أسابيع. وتبدو لنا كنقطة مضيئة، ضوؤها مستقطب، وتكاد تخلو من خطوط طيف. وجاء أول وصف لتلك النجوم في الستينيات من القرن الماضي من بنيامين ماركاريان.

## تكوينها
النجوم الزائفة الوهاجة مثلها كمثل نواة مجرة نشطة AGN، يعتقد أن نشاطها نابع عن سقوط مادة على ثقب أسود
بالغ الكتلة في مركز المجرة التي تأويه. وينجذب الغاز والغبار وربما نجوم لتسقط في مسارات حلزونية على الثقب الأسود، ويتشكل قرص تقلصي شديد الحرارة يُنتج كميات هائلة من الطاقة في صورة فوتونات وإلكترونات وبوزيترونات وجسيمات أولية أخرى.
وتكون تلك المنطقة منحصرة وصغيرة نسبيا حيث يبلغ اتساعها نحو 10−3 فرسخ فلكي (نحو 003و0 سنة ضوئية).
كما توجد حلقة قاتمة من المادة حول الثقب الأسود وتمتد إلى اتساع عدة فراسخ فلكية (10 سنين ضوئية) وهي تحتوي على غاز شديد السخونة مختلطة بمناطق من المادة الكثيفة. ويمكن لتلك السحب أن تمتص طاقة من مناطق قريبة من الثقب الأسود وتعيد بثها. ويمكن اكتشاف تلك السحب من الأرض عن طريق قياس خطوط اطيافها الانبعاثية في الأشعة الكهرومغناطيسية القادمة.
توجد عادة نفاثتان عموديتان على القرص المتقلص تطلق إشعاعات وجسيمات متأية (بلازما) بسرعة قريبة من سرعة الضوء. وتتركز النفاثتان وتنحصران في مخروطين ضيقين عن طريق مجال مغناطيسي هائل وريح شديدة للجسيمات التي تدور في القرص المتقلص. وأما في داخل النفاثتين، فتتفاعل فيها فوتونات عالية الطاقة مع جسيمات أولية كما تتفاعل الجسيمات مع المجال المغناطيسي الشديد. وتسمى تلك النفاثات بنفاثات ميكانيكا النظرية النسبية (لأن سرعتها تكون مقاربة من سرعة الضوء)، ويمكن أن تمتد إلى طول عدة عشرات الفراسخ الفلكية (نحو 100 [[سنة ضوئية) من الثقب الأسود المركزي.
يمكن لتلك المناطق أن تطلق أشكال مختلفة للطاقة معظمها في هيئة طيف موجات كهرومغناطيسية غير حرارية، أي يمتد طيفها من أشعة راديوية منخفضة الطاقة إلى أشعة شديدة النفاذية وذات طاقة عالية مثل أشعة إكس وأشعة غاما)، وبعض من تلك الأشعة (نحو 4 % منها) يكون مستقطبا. كما تحتوي طيف الأشعة على إشعاع سنكروتروني في نطاق الأشعة الراديوية إلى أشعة إكس، وكذلك إصدار ظاهرة كومبتون المعكوسة في نطاق الأشعة السينية إلى أشعة غاما. كما تشاهد في أطياف بعض النجوم الزائفة أطيافا حرارية تتصف بقمم في نطاق الأشعة فوق البنفسجية ومنطقة الضوء المرئي.

## نفاثة النسبية
يشتد الانبعاث من النجم الزائف الوهاج بتأثير النسبية الخاصة في النفاثة، وهي عملية تسمى «نفاثة النسبية» أو «نفاثة ميكانيكا النسبية». وفي تلك النفاثة تصل سرعة الجسيمات فيها نحو 95% - 99% من سرعة الضوء.
وتعتمد شدة لمعان بقية الجرم الفلكي وشدة المعان المرئية من الأرض على خصائص النفاثة. فقد يكون اللمعان ناشيء عن مقدمة موجة صدمة أو عن عدة انبثاقات ضوئية في النفاثة، أو تكون ناشئة عن تفاعل الجسيمات المتحركة مع المجال المغناطيسي الخارج من النجم الزائف الوهاج.

## اقرأ أيضاً
- 3سي 48 (شبه نجم)
- شبه نجم
- مصدر الأشعة السينية فائق الإضاءة
- متغير قيفاوي
- انفجار أشعة غاما 080319ب
- انفجار أشعة غاما 090423
- انفجار أشعة غاما 970228
- انفجار أشعة غاما 971214
- انفجار أشعة غاما 080916C
- انفجار أشعة غاما 060218
- انفجار أشعة غاما 980425
- قائمة انفجارات أشعة غاما
- مستعر أعظم نوع Ia
- ماركاريان 421
- احداثيات المجرة
- قزم أبيض
- عملاق أحمر
- الانفجار العظيم
- خط زمني للانفجار العظيم
- نجم نيوتروني
- ثقب أسود
- قائمة انفجارات أشعة غاما
- مجرات ماركاريان